# توماس هندرسون
توماس هندرسون (بالإنجليزية: Thomas Henderson)‏ هو سياسي بريطاني (وحمل سابقاً جنسية المملكة المتحدة لبريطانيا العظمى وأيرلندا)، ولد في 15 يوليو 1874، وتوفي في 3 مايو 1951. في الانتخابات العامة في المملكة المتحدة 1922 ‏، انتخب عضو برلمان المملكة المتحدة الـ32 عن دائرة Roxburgh and Selkirk (UK Parliament constituency) ‏ (15 نوفمبر 1922 – 16 نوفمبر 1923).